# 防府東インターチェンジ
防府東インターチェンジ（ほうふひがしインターチェンジ）は、山口県防府市下右田にある山陽自動車道のインターチェンジである。
大竹JCT方面出入口のみのハーフインターチェンジとなっており、隣接する防府西ICと対になっている。両ICを合わせて「防府東西IC」のように表記されることがある。
防府市へのアクセスに便利なほか、山陽自動車道における山口市中心部への最寄りインターチェンジでもある。

## 歴史
- 1986年（昭和61年）3月27日：徳山西IC - 防府東IC間開通に伴い、供用開始[3]。
- 1987年（昭和62年）12月4日：防府東IC - 山口JCT間開通[3]。

## 周辺
- 防府天満宮
- 周防国分寺
- 防府競輪場
- 三田尻港

## 接続する道路
- 国道2号

## 料金所
- ブース数：6

### 入口
- ブース数：2
  - ETC専用：1
  - 一般：1

### 出口
- ブース数：4
  - ETC専用：1
  - ETC・一般：1
  - 一般：2

## 隣
E2 山陽自動車道
(38)徳山西IC - 富海PA - (39)防府東IC - (40)防府西IC